# Barbie: Hồ thiên nga
Barbie: Hồ thiên nga là một bộ phim Barbie 2003 của đạo diễn Owen Hurley.

## Âm nhạc
Bài hát của phim được lấy từ Hồ thiên nga Tchaikovsky.

## Phát hành phim
Phim được phát hành trên DVD và video vào ngày 30 tháng 9 năm 2003